# 函館駅前バスターミナル

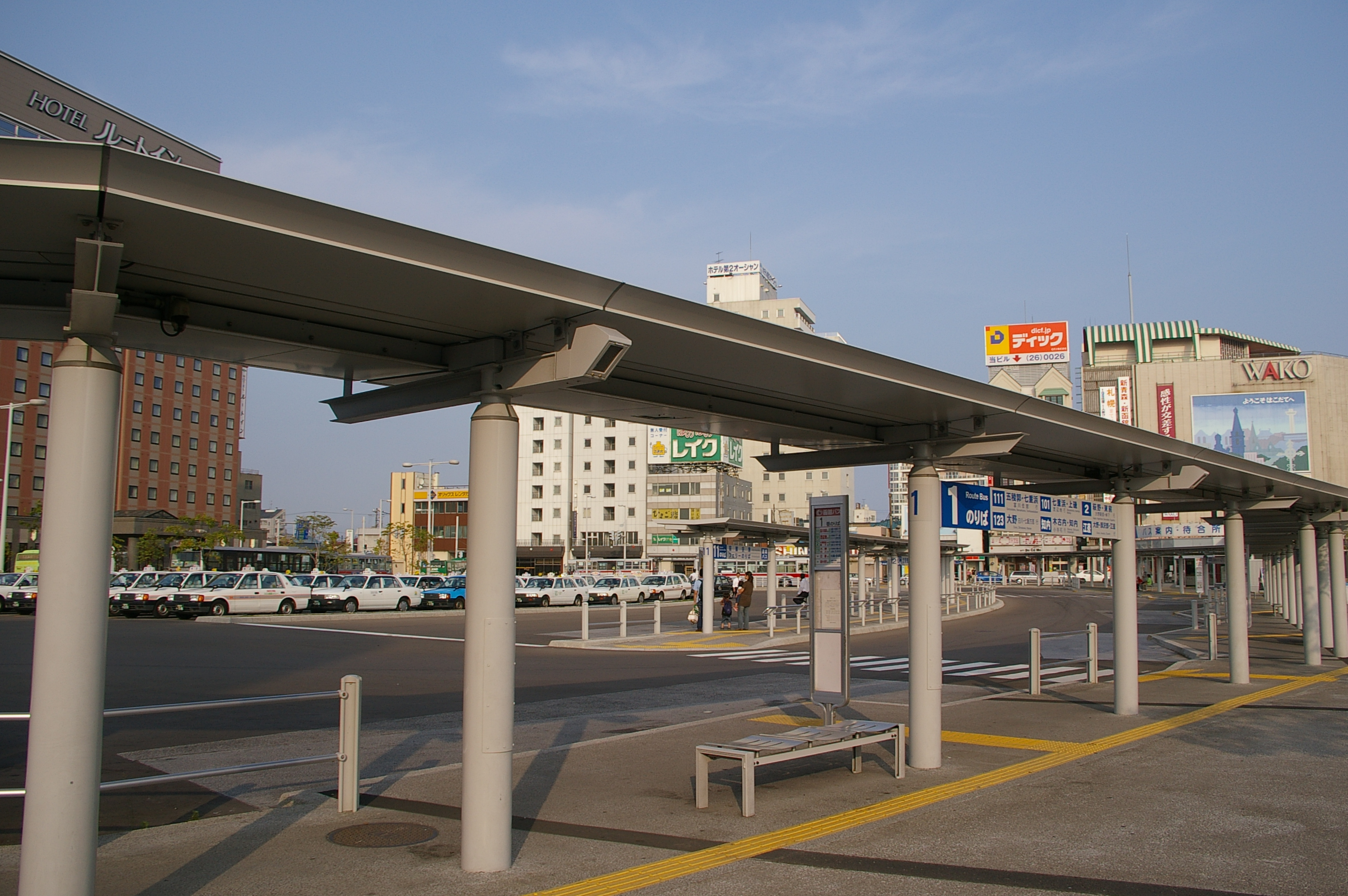
函館駅前バスターミナル

函館駅前バスターミナル（はこだてえきまえバスターミナル）は北海道函館市に設置されているバスターミナル。

## 概要
ターミナルとの形ではないが、1918年（大正7年）11月1日に函館バスの前身の一つ旭自動車が発着地を松風町18番地（当時）から函館駅前（若松町117番地、当時）に変更したことが始まりである。1928年（昭和3年）1月25日には函館市交通局（現・函館市企業局交通部）のバス部門の前身となる運送業の高木荘治も発着地とした。1938年（昭和13年）1月からは上磯方面（現・北斗市）から臨港バス（函館バスの前身の一つ）が乗り入れをした。
戦後の1956年（昭和31年）に函館市交通局（現・函館市企業局交通部）が高砂町にバスセンターを開設したことにより、日本中央競馬会函館競馬場北駐車場にあった従来の深堀町バス車庫と連携しながら函館駅前を中心とした運行形態に移行（バスセンター自体は1971年（昭和46年）3月4日に売却）、1970年（昭和45年）4月には初代ターミナルが開設された。
現在のバスターミナルは2004年（平成16年）6月1日供用開始。JR北海道函館駅に隣接しており、発券窓口兼待合室と13ヶ所の乗降場を備えている。函館バス、函館帝産バス、北都交通、北海道バスおよび共同運行各社が乗り入れる。

## 年表

### 開設前
- 1918年（大正7年）11月1日 - 旭自動車、松風町18番地（当時）から函館駅前（若松町117番地当時）へ変更
- 1928年（昭和3年）1月25日 - 高木荘治（運送業）、函館駅前を発着する路線バスを開設
- 1938年（昭和13年）1月 - 臨港バスの乗り入れ
- 1944年（昭和19年）6月1日 - 道南電気軌道（→函館市交通局→現・函館バス）を除く地域の民間路線バス14社が統合され函館乗合自動車株式会社（現・函館バス）として運行開始[4]
- 1956年（昭和31年） - 函館市交通局（現・函館市企業局交通部）がバスセンターを設けて函館駅前中心の運行体系に移行

### 旧ターミナル開設後
- 1970年（昭和45年）4月 - 函館駅前バスターミナル開設
- 1993年（平成5年）4月21日 - 北海道中央バス・道南バス、札幌・函館間の都市間高速バス「オーシャンドリーム号（現・高速はこだて号）」を共同で運行開始[5][6]
- 2001年（平成13年）4月 - 北都交通、都市間高速バス「オーロラ号（現・高速はこだて号）」乗り入れ

### 新ターミナル開設後
- 2004年（平成16年）6月1日 - 新バスターミナル供用開始
- 2011年（平成23年）3月17日 - 北海道バス、札幌・函館間の都市間高速バス「函館特急ニュースター号」の運行を開始[7]
- 2015年（平成27年）9月5日 - ニセコバス、都市間高速バス「しりべし号」の試験運行開始（北海道庁の事業）
- 2017年（平成29年）3月20日 - ニセコバス、都市間高速バス「しりべし号」の試験運行終了（北海道庁の事業）
- 2020年（令和2年）4月1日 - 函館バス、都市間高速バス「高速はこだて号（旧・オーシャンドリーム号、オーロラ号）」の共同運行に参入、運行開始[8]
- 2023年（令和5年）9月30日 - 道南バス、都市間高速バス「高速はこだて号（旧・オーシャンドリーム号、オーロラ号）」の共同運行から撤退。北海道中央バス・北都交通・函館バスの3社共同運行体制へ[5]

## 営業窓口
- 函館バス
  - 回数券・定期券・バスカード・バス・市電共通乗車カード・高齢者交通料金助成専用乗車カードの販売、ICAS nimocaの販売・チャージ・ポイント交換、定期観光バスの予約。
- 北都交通
  - 定期観光バス、都市間バス高速はこだて号の予約と発券。

## のりば
特に明記が無い場合は函館バスの路線を指す。
1番のりば
- 19（上磯駅前通、富川会館前）
- 22（新函館北斗駅〈松風町・五稜郭・ガス会社前・大野経由〉）
- 23（大野・白川〈ガス会社前・市立函館病院経由〉）
- 25（新函館北斗駅〈松風町・五稜郭・亀田支所前・大野経由〉）
- 610（江差ターミナル〈五稜郭・市立函館病院・新函館北斗駅経由〉）

2番のりば
- 32（七飯・白川〈ガス会社前・桔梗経由〉）
- 33・33C（新函館北斗駅〈五稜郭・亀田支所前・桔梗経由〉）
- 36（新函館北斗駅〈ガス会社前・桔梗経由〉）
- 74（日吉営業所〈五稜郭駅前・亀田支所前経由〉）
- 82（香雪園・滝沢町〈五稜郭・湯倉神社前経由〉）
- 210（大沼公園・鹿部〈新函館北斗駅・道の駅しかべ間歇泉公園経由〉）
- 310・311（八雲・長万部〈森駅前経由〉）

3番のりば
- 53（谷地頭温泉）
- 85（日吉営業所〈的場町・国立病院前経由〉）
- 85A（昭和営業所〈的場町・国立病院前経由〉）
- 95（日吉営業所〈湯の川温泉・湯倉神社前経由〉）
- 95A（湯川中学校前）
- 96（湯川団地・函館空港〈湯の川温泉・湯倉神社前経由〉）

4番のりば
- 1 函館山登山バス（函館山）
- 2 ロープウェイシャトルバス（ロープウェイ前）
- 3 元町・ベイエリア周遊号
- 5 五稜郭タワー・トラピスチヌシャトルバス（五稜郭タワー前・市民会館・函館アリーナ前・トラピスチヌ前・函館空港）
- 36A（西高校〈十字街経由〉）
- 43C（西高校〈十字街経由〉）
- 55C・55E（西高校〈十字街経由〉）
- 60B（西高校〈十字街経由〉）

5番のりば
- 30・30A（新函館北斗駅〈美原台団地・大川経由〉）
- 50（東山墓園裏〈医師会病院前・神山通経由〉）
- 51（昭和ターミナル〈医師会病院前・亀田支所前経由〉）
- 53（蔦屋書店前・桔梗町418番地〈医師会病院前・亀田支所前経由〉）
- 55A・55B（赤川〈医師会病院前・亀田支所前経由〉※夏季期間は日中便は道南四季の杜公園乗り入れ）
- 60（日吉営業所〈中央図書館前・本通農協前・山の手団地経由〉）
- 60A（東山ニュータウン〈中央図書館前・本通農協前・山の手団地経由〉）
- 61（上陣川〈神山通経由〉）
- 67（昭和営業所方面〈中央図書館前・亀田支所前・神山通経由循環便〉）
- 67A（昭和ターミナル〈中央図書館前・亀田支所前・神山通経由〉）

6番のりば
- 47（昭和営業所方面〈テーオーデパート前・桐花通中央・亀田支所前・中央図書館前経由循環便〉）
- 47A（昭和営業所〈テーオーデパート前・桐花通中央経由〉）
- 91・91A（恵山御崎・椴法華〈五稜郭・湯倉神社前・戸井経由〉）
- 93（蛾眉野〈五稜郭・湯倉神社前経由〉）
- 99（臼尻・古部・鹿部・椴法華〈五稜郭・湯倉神社前・川汲経由〉）
- 410・411 小谷石線（知内・小谷石〈五稜郭・市立函館病院・上磯駅前通・当別駅前経由〉）
- 510 函館・松前線（松前出張所〈五稜郭・亀田支所前・木古内経由〉）

7番のりば
- 各系統（全てバスセンター行き）
- りんりんバス（函館競輪場〈期間限定／無料バス〉）[10]

8番のりば
- 降車専用

9番のりば
- 降車専用

11番のりば
- 函館空港（函館帝産バス）
- 函館港津軽海峡フェリーターミナル（函館帝産バス）

12番のりば
- 定期観光バス（北都交通・HKB〈旧・檜山観光バス〉）

13番のりば
- 710 快速瀬棚号（瀬棚市街・上三本杉〈五稜郭・亀田支所前・七飯町役場経由〉）
- 高速はこだて号（札幌駅前）（北都交通・北海道中央バス・函館バス）

14番のりば
- 貸切バス
- 函館特急ニュースター号（札幌駅前・大通バスセンター前・市電すすきの前）（北海道バス）[11]
- 北海道バス市内路線バス[12]
  - 北海道バスB1 函館駅前 - 函館朝市前 - 啄木公園前 - 湯の川温泉 - 熱帯植物園前 - 湯倉神社前 - トラピスチヌ入口 - 上湯川町
  - 北海道バスB2-2 函館駅前 - 函館朝市前 - 啄木公園前　- 湯の川温泉 - 熱帯植物園前
  - 北海道バスB4 熱帯植物園前 - 湯の川温泉 - 啄木公園前 - 函館朝市前 - 函館駅前
  - 北海道バスB5 函館駅前 - ガス会社前 - 青函フェリー前　　
  - 北海道バスB5-2 青函フェリー前 - ガス会社前 - 函館駅前
  - 北海道バスB6 上湯川町 - トラピスチヌ入口 - 湯倉神社前 - 熱帯植物園前 - 湯の川温泉 - 啄木公園前 - 大森町 - 函館駅前
  - 北海道バスC 函館駅前 - 函館朝市前 - 明治館前 - 元町 - ロープウェイ前 - 十字街 - 明治館前 - 函館駅前

### かつて発着していた路線
1番のりば
- 18（上磯駅前通、茂辺地）
  - 2023年（令和5年）10月1日廃止[13]。

2番のりば
- 40（昭和ターミナル〈田家町・赤川通経由〉）
  - 2021年（令和3年）4月1日廃止[14]

3番のりば
- 6 湯の川温泉ライナー（湯の川温泉街の主要ホテル等、土曜・日曜・祝日のみ）
  - 2019年（令和元年）11月16日廃止[15]

4番のりば
- 4 水産海洋研究センター直行バス（水産海洋研究センター前）※毎週月曜・金曜運行[16]
  - 2024年（令和6年）4月1日廃止[17]

5番のりば
- 59（旭岡中学校前〈医師会病院前・花園町・湯倉神社前経由〉）
  - 2024年（令和6年）4月1日より旭岡中学校発1便のみに縮小したため発着しなくなった[18]。

6番のりば
7番のりば
8番のりば
9番のりば
10番のりば
11番のりば
12番のりば
- しりべし号（ニセコ函館線、ニセコバス）[19][20]
  - 都市間高速バス。北海道新幹線新函館北斗駅開業に伴う二次交通整備（北海道庁による北海道新幹線二次交通等整備事業）で試験運行

13番のりば
14番のりば

### 旧バスターミナルのりば
1970年（昭和45年）4月から2004年（平成16年）5月まで。旧来のバスターミナルは3ヶ所の島式レーンを備えていた。閉鎖当時、駅舎側から北都交通・函館市営バス・函館バスの3社がそれぞれ専用バスレーンと待合所兼窓口を設置していた。
路線の詳細については函館市企業局交通部のバス事業の節を参照。
函館市営バス分の1981年（昭和56年）11月20日当時の函館市営バス分ののりばは下記の通りである。
Aのりば
- 5

Bのりば
- 6
- 8
- 19

Cのりば
- 2

Dのりば
- 7
- 27

Eのりば
- 12

1993年（平成5年）当時の函館市営バス分ののりばは下記の通りである。
Aのりば
- 14
- 24
- 21
- 30
- 19

Bのりば
- 7
- 12
- 27

Cのりば
- 21 - 高竜寺ゆき
- 30 - 谷地頭ゆき

Dのりば
- 5

Eのりば
- 6
- 8
- 11

Fのりば
- 函館山登山バス

## その他
- 停留所の呼称は、函館バスが「函館駅前」、北都交通とHKBの定期観光路線が「函館駅前定期観光バスターミナル」、高速はこだて号と函館特急ニュースター号が「函館駅前ターミナル」、北海道バスの路線バスが「函館駅前バスターミナル」。
- 上記の他、駅前ターミナルに乗り入れない便は、国道278号・キラリス函館付近に設置の「函館駅前」バス停や、「松風町」・「棒二森屋前」各バス停で乗降を取り扱う。

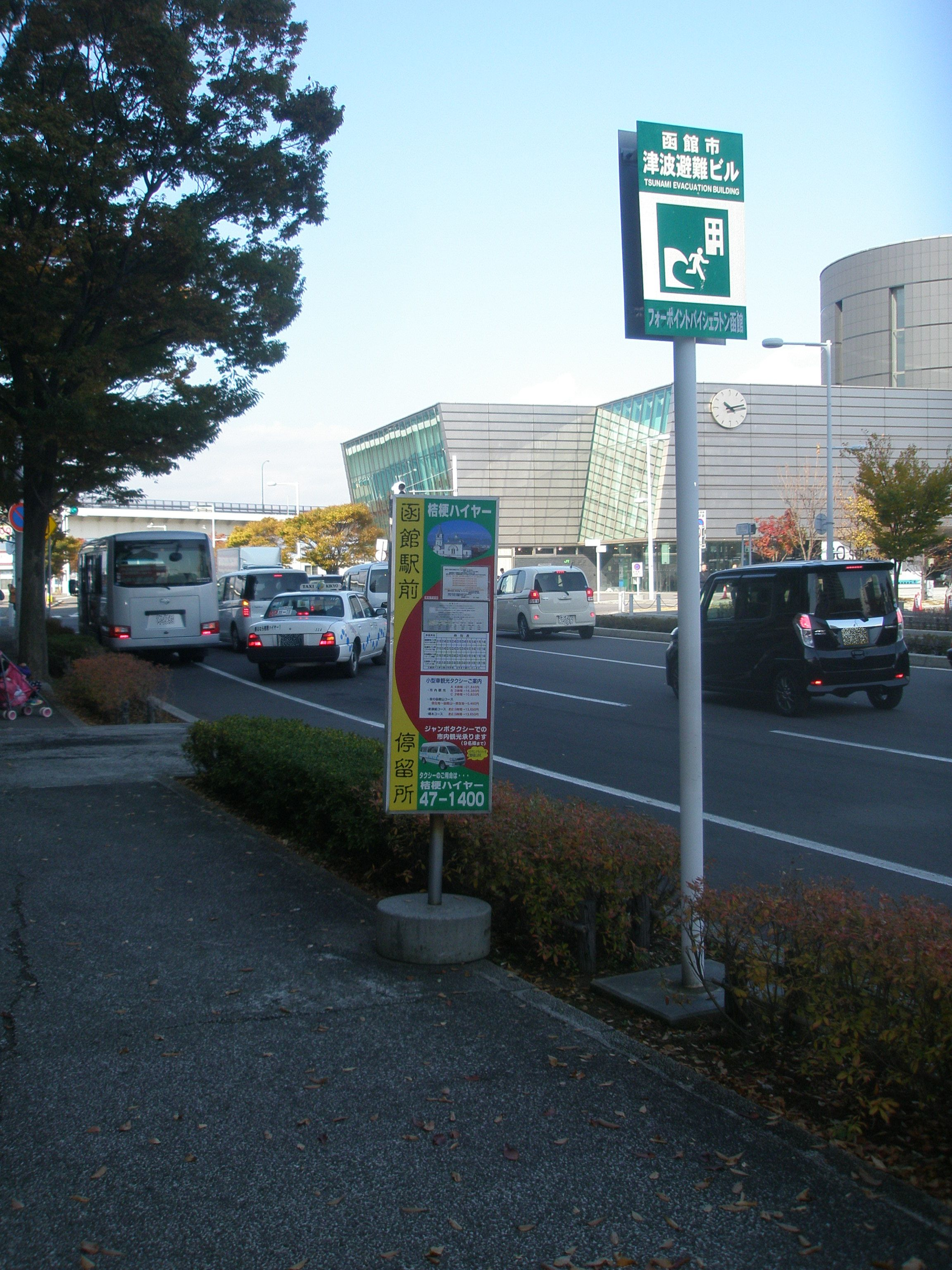
フォーポイントバイシェラトン函館前の乗合タクシー停留所案内板

- 本ターミナルの道路を挟んで南側のフォーポイントバイシェラトン函館前からは桔梗ハイヤーによる乗合タクシーも運行されており、石川・桔梗・七飯方面への路線が設定されている。深夜時間帯に10便が30分間隔で走り、自宅前など任意の位置で降車できる。なお、利用は予約が必要（デマンド式）で、運賃はゾーン制となっている。